# Oscar Schmidt
Oscar Daniel Bezerra Schmidt (* 16. Februar 1958 in Natal, Brasilien) ist ein ehemaliger deutschbrasilianischer Basketballspieler. Der 2,05 Meter große Shooting Guard spielte 26 Jahre bei Klubs in Brasilien, Spanien und Italien und erzielte 49.973 Punkte in FIBA-Wettbewerben, was Rekord im professionellen Basketball ist. Er gilt als bester brasilianischer Spieler aller Zeiten.

## Karriere
Schmidt, Spross einer deutschstämmigen Familie, war von Beginn an einer der treffsichersten Korbjäger, die Brasilien jemals gesehen hatte. Wegen seiner hohen Treffsicherheit von der Dreipunktlinie nannte man ihn in Brasilien Mão Santa, die heilige Hand. Er trug ebenfalls den Spitznamen Pelé des Basketballs. Sowohl bei Palmeiras als auch in Sirio brach er einen Punkterekord nach dem anderen und wurde mehrere Male Landesmeister. Auf internationaler Bühne machte er erstmals bei der Weltmeisterschaft 1978 von sich reden, als Schmidt mit Brasilien Dritter wurde und mit 17,7 Punkten je Begegnung zweitbester Korbschütze seiner Mannschaft war.
Trainer Bogdan Tanjević, der Schmidt 1979 bei einem Turnier in Brasilien gesehen hatte, holte ihn 1982 zu Juventus Caserta nach Italien. Dort setzte Schmidt seine Liste mit individuellen und mannschaftlichen Erfolgen fort, indem er Pokalsieger wurde. Er spielte von 1982 bis 1990 in Caserta, später wurde ihm die Ehrenbürgerwürde der Stadt verliehen. In der Saison 1987/88 erzielte er für Caserta im Schnitt 37,2 Punkte pro Partie, 1988/89 dann 35,6.
In den fünf Olympischen Spielen, an denen er mit Brasilien teilnahm, etablierte er seinen Ruf als einer der besten Korbjäger der Welt. 1980 in Moskau spielte er in sieben Spielen und erzielte 24,1 Punkte pro Spiel, was die Bestleistung war. Dies bestätigte er vier Jahre später in Los Angeles, als er pro Match ebenfalls 24,1 Punkte in sieben Spielen erzielte. Diese Leistungen stellte er 1988 in Seoul in den Schatten, als er 42,3 Punkte pro Spiel erzielte. In 38 olympischen Matches von 1980 bis 1996 erzielte Schmidt 1093 Punkte, was einem Durchschnitt von 28,8 Punkten entspricht. Er ist damit der erfolgreichste Korbjäger in der Geschichte olympischer Basketballwettbewerbe. Bei Weltmeisterschaften erzielte er 916 Punkte in 35 Partien, ebenfalls Rekord. Insgesamt kam Schmidt in 326 Länderspielen auf 7693 Punkte.
Den Höhepunkt seiner Karriere bildeten die Panamerikanischen Spiele 1987, als Brasilien die seit 34 Spielen unbesiegte Mannschaft der Vereinigten Staaten nach einem Halbzeitstand von 54:68 sensationell mit 120:115 besiegte. Schmidt erzielte 46 Punkte, meist mit seinen gefürchteten Dreipunktwürfen, und stellte die zukünftigen NBA-Stars David Robinson und Danny Manning in den Schatten. Mehrere Male versuchten Klubs aus der NBA, Schmidt zu verpflichten. Die New Jersey Nets wählten Schmidt in der Draft von 1984 aus, doch Schmidt lehnte ab, da er die NBA als zu rau und spielerfeindlich ablehnte. Kritiker bemerkten aber auch, dass Schmidt als ballverliebt und egoistisch galt. Er war dafür bekannt, kaum Defensivarbeit zu leisten, und verteidigte dies mit den Worten: „Manche Leute spielen Klavier, manche Leute tragen es.“
Im Herbst seiner Karriere wechselte Schmidt nach Valladolid. Auch in der spanischen Liga ACB bewies er seine Offensivkraft: 1993/94 kam er auf 33,3 Punkte pro Begegnung, 1994/95 erzielte er im Durchschnitt 24 Punkte je Partie. Danach kehrte er nach Brasilien zurück. Schmidt spielte noch weit nach seinem 40. Lebensjahr und erzielte insgesamt 49.973 Punkte, was Rekord ist. Im Alter von 45 Jahren erklärte Schmidt seinen Rücktritt. „Ich habe mein ganzes Leben lang dafür trainiert, der beste Basketballspieler der Geschichte zu werden, und habe es nicht geschafft, aber ich bin wirklich stolz auf das, was ich getan habe“, so Schmidt anlässlich seines Karriereendes.
Nach seiner Basketball-Karriere arbeitete er als Manager und Fernsehreporter. Am 20. August 2010 erfolgte die Aufnahme in die FIBA Hall of Fame, und am 10. September 2013 folgte die Aufnahme in die Naismith Memorial Basketball Hall of Fame.
2016 trug er während der Eröffnungsfeier der Olympischen Spiele 2016 die olympische Flagge ins Maracanã-Stadion.

## Größte Erfolge
- 49.973 Punkte in FIBA-Wettbewerben (Rekord)
- Dreimal südamerikanischer Champion mit Brasilien (1977, 1983 und 1985)
- Goldmedaille in den Panamerikanischen Spielen 1987
- Bronzemedaille in der Weltmeisterschaft (1978)
- Klub-Weltmeister und Südamerika-Meister (jeweils Sirio, 1979)
- 4× Brasilianischer Meister (Sirio 1979 und 1980, Palmeiras 1974 und 1998)
- Italienischer Pokal (Caserta 1988)
- Fünf Teilnahmen an Olympischen Spielen mit Brasilien, dreimal bester Korbjäger

## Auszeichnungen
- Brasilianischer Sportverdienstorden (Medalha Merito Esportivo) 1990[10]
- Olympischer Orden 1997[10]
- Ehrenbürger Casertas 2016[11]

## Privates
Schmidt ist mit Cristina Victorino Schmidt verheiratet. Sie haben zwei Kinder, Felipe und Stephanie. Sein Bruder ist der Fernsehmoderator Tadeu Schmidt.